# Sigma Octantis
Sigma Octantis (σ Oct, σ Octantis) je hvězda zdánlivé hvězdné velikosti 5,42 v souhvězdí Oktantu, je známa jako Polaris Australis (Jižní Polárka). Od Země je vzdálena 270 světelných let a je to obr spektrální třídy F0 a také proměnná hvězda typu Delta Scuti, hvězdná velikost se mění o 0,03m v periodě dlouhé 2,3 hodin.
Tato hvězda je vyobrazená na vlajce Brazílie, kde symbolizuje Federální distrikt.

## Jižní polární hvězda
Sigma Octantis je ze všech pouhým okem viditelných hvězd nejblíže jižnímu nebeskému pólu, na jižní obloze se tedy zdánlivě téměř nepohybuje a ostatní hvězdy se otáčí kolem ní. Nachází se o něco více než 1 úhlový stupeň od jižního nebeského pólu a tato vzdálenost se v důsledku precese zvyšuje.

## Poloha hvězdy
Hvězda je se svou hvězdnou velikostí viditelná pouhým okem jen slabě, a proto nemůže být používána jako navigační hvězda, Polárku lze k tomuto účelu použít, protože je mnohem jasnější a snáze viditelná.
Z tohoto důvodu se k nalezení jižního nebeského pólu používá souhvězdí Jižního kříže.